# Phoradendron venezuelense
Phoradendron venezuelense är en sandelträdsväxtart som beskrevs av Trelease. Phoradendron venezuelense ingår i släktet Phoradendron och familjen sandelträdsväxter. Inga underarter finns listade i Catalogue of Life.